# Santuario di Sant'Agnello Abate
Il santuario di Sant'Agnello Abate è un luogo considerato sacro per la religione cattolica ubicato a Gargani di Roccarainola e dedicato al culto di Agnello di Napoli.

## Storia

### Parrocchia
L'idea di erigere una parrocchia più vasta per il culto di sant'Agnello Abate fu del parroco Andrea Manzo, insieme ai soci dell'allora Circolo Sant'Agnello Abate, nel 1905. Parroco e soci del Circolo appresero che la famiglia Falco aveva deciso di vendere il suolo prescelto per la costruzione della parrocchia e il 19 febbraio dello stesso anno acquistarono il terreno per 3.000 lire. A dicembre dello stesso anno il progetto della nuova parrocchia fu affidato all'ingegner Michele Pagano della vicina città di Nola.
I lavori iniziarono il 11 marzo 1907, ma ci furono dei problemi poiché il suolo presentava una roccia in sporgenza; si decise che la nuova parrocchia avrebbe avuto fondamenta solo per metà del sedime, poiché l'altra metà posava appunto sulla roccia. il 21 luglio dello stesso anno ci fu la benedizione della prima pietra; parteciparono inoltre altri sacerdoti delle parrocchie dei paesi vicini, il sindaco e gli addetti ai lavori. I lavori durarono fino a marzo del 1908 per carenza di fondi, ma con i ricavati della festa patronale si riuscì a finire i lavori della nuova parrocchia nell'anno 1914 in tempo per la festa del Santo Patrono.

### Torre campanaria
La torre campanaria fu costruita a partire dal 1919. Nel 1925 il campanile era quasi finito, ma insorsero difficoltà economiche che ritardarono il completamento dell'opera al 1932, lasciando un'incresciosa situazione di debiti.

## Culto

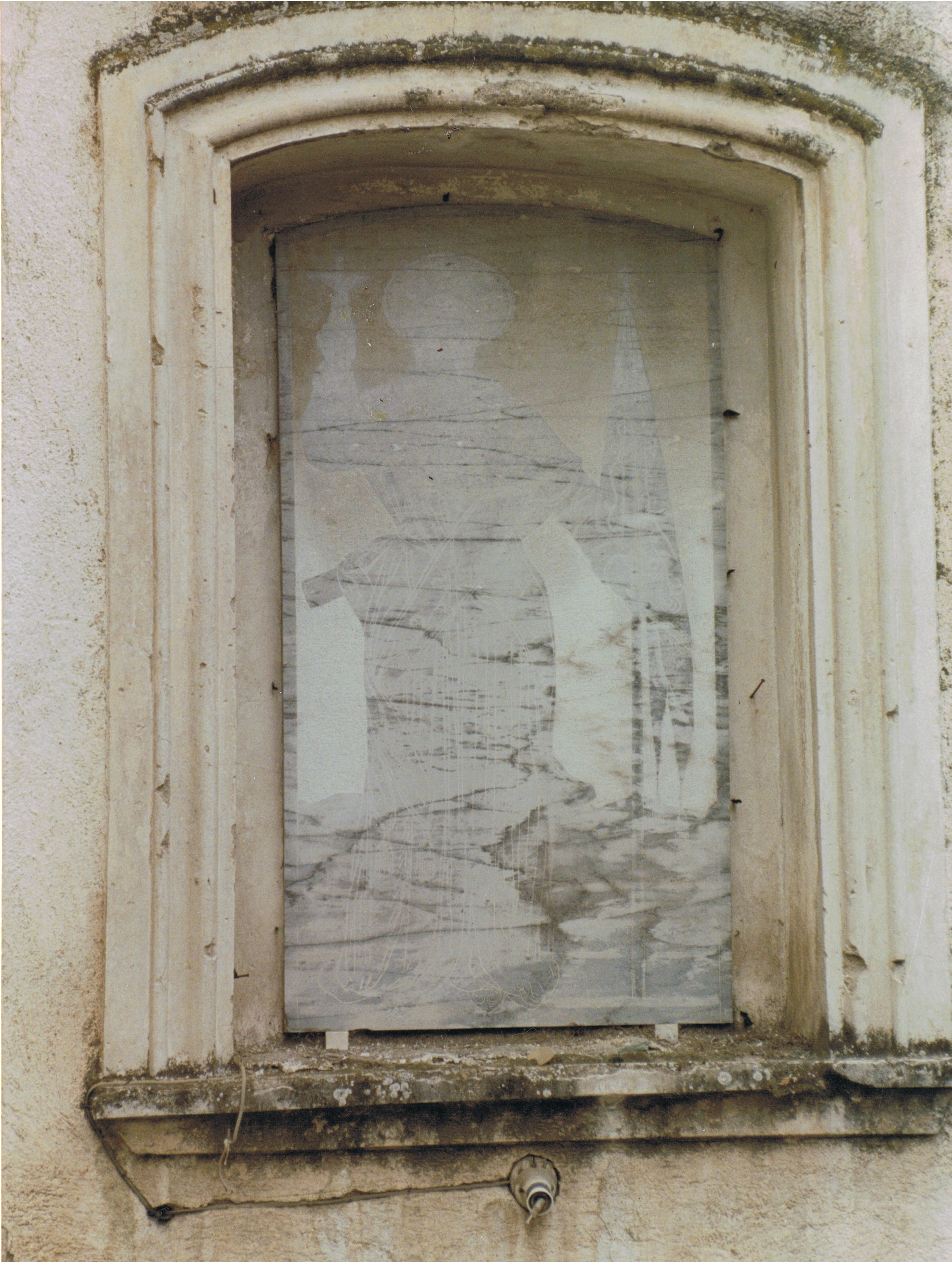
Sant'Agnello Abate su marmo sull'affacciata della chiesa della Madonna delle Grazie in frazione Gargani

Il culto di sant'Agnello Abate si originò nel 1603, quando fu eretta una cappella nella tenuta Sant'Agnello, nella frazione "Piazza".
Nel 1750, per un maggior comodo della popolazione, la parrocchia fu istituita nella chiesa della Madonna delle Grazie, situata nella frazione Gargani; conteneva un quadro della Madonna con san Michele Arcangelo e uno di Sant'Agnello Abate, oltre a un altarino a devozione della Madonna di Pompei poi sostituito con un quadro dell'omonima Madonna nel 1900. La piccola chiesa non era molto attrezzata, mancava anche l'occorrente per celebrare una messa, e rimase in queste condizioni fino al 1777. 

### Arrivo della Statua
Nel 1805 la devota Maria Montana in Lanza fece seguire in processione il trasporto dell'attuale statua del santo protettore, raffigurato in tono minaccioso mentre scaccia l'invasione saracena da Napoli; accompagnata dalla Congrega dei B.B. Morti di Roccarainola, fermandosi ogni notte nei paesi che incontrava, giunse infine a Roccarainola ove fu accolta da festeggiamenti.

## Santuario
La fine degli anni 80 segnano per la parrocchia una tappa fondamentale, infatti l'allora Parroco Luigi De Riggi volle fortemente che la parrocchia diventasse Santuario.
Infatti il 1º maggio 1986 dopo tre mesi di ristrutturazione la parrocchia fu riaperta al culto dei fedeli. La ristrutturazione fu curata dalla ditta Giuseppe Amato, mentre l'arredo liturgico fu curato dall'architetto suor Michelangela Ballan del Centro apostolato liturgico di Milano. La manifestazione liturgica fu seguita da tutte le associazioni del posto e dai vari parroci delle parrocchie vicine oltre che dalle cariche civili. Il 22 novembre del 1986 il vescovo Mons. Giuseppe Costanzo, seguito dai parroci delle parrocchie vicine e da una folla di fedeli, celebra il rito della dedicazione e riconosce la chiesa di Gargani come santuario diocesano.
Il nuovo complesso marmoreo comprendeva:

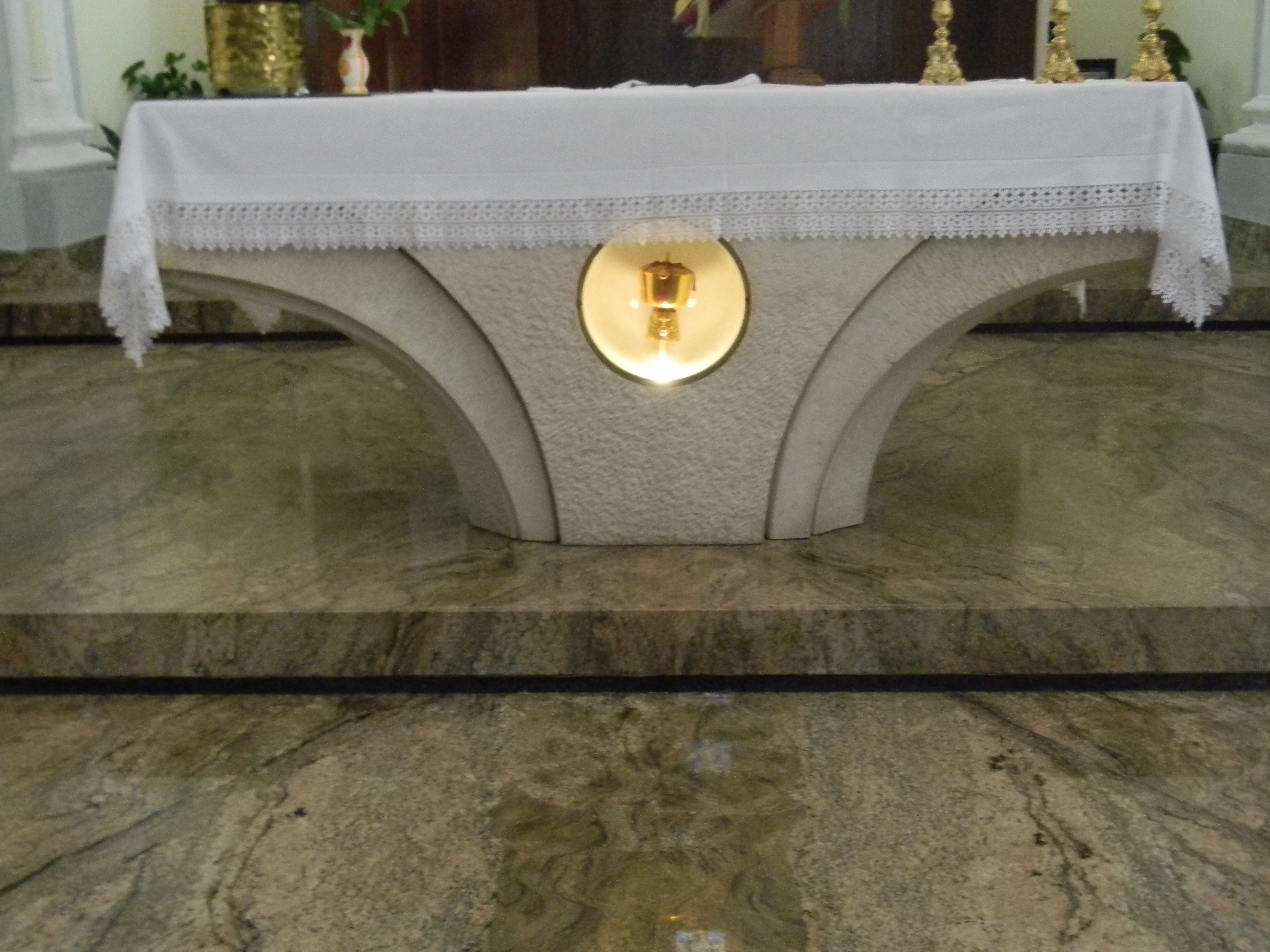
Altare marmoreo disegnato dall'arch. suor Michelangela Ballan

- L'altare riprende le linee architettoniche dell'abside. È un monoblocco di marmo rosa Zandobbio di 40 quintali, le due linee ricurve sospingono la massa in alto fino a disegnare un'aquila con le ali spiegate rappresentando Mosè con le braccia allargate nella preghiera di intercessione. Al centro del altare marmoreo è stato praticato un cerchio a funzione liturgica dove all'interno sono custodite le reliquie dei santi: Agnello Abate, san Paolino, sant'Alfonso Maria Dei Liguori, santa Filomena e sant'Antida Toret.
- L'ambone a forma trapezoidale a linea di curva chiusa scolpito a mento frezzo simboleggia la Parola di Dio che trasforma il cuore ed eleva l'anima.
- La stele per il tabernacolo è formata da due blocchi a incastro, legati da un intreccio di linee che si affacciano insieme e terminano nella parte superiore con la figura di calice. È il simbolo dell'eucaristia che fa fiorire l'amore e l'unità dei credenti e porta frutti di opere buone.
- La lampada è un monoblocco trapezoidale con un incavo circolare all'interno della parte alta per il lumino liturgico. Rappresenta Cristo fiamma sempre viva.
- Le due acquasantiere, poste all'ingresso, riprendono le linee curve dell'altare.
- Il pavimento è di granito di tipo Juparanà classico brasiliano.

### Nuovo quadro
Nel 1997 il dipinto sul soffitto fatto da Tommaso de Ponte nel 1913 a causa di continue infiltrazioni d'acqua si rovinò in modo irrimediabile a causa del distacco di buona parte dell'intonaco. Il parroco sac. Pasquale Ferrara e l'Associazione Sant'Agnello per far rivivere l'immagine del santo patrono e protettore, hanno affidato l'incarico di riportare su tela la vita del santo ad Antonella Cappuccio artista di fama internazionale, così da permettere ai fedeli dei secoli futuri di coltivare la devozione verso sant'Agnello Abate.
Il quadro rappresenta "La gloria di sant'Agnello".
Iniziando dall'alto incontriamo la figura di Dio Padre in atteggiamento vigile e protettivo verso l'Umanità intera, contornato da nuvole ed Angeli. Subito sotto troviamo la Colomba dello Spirito Santo che con la sua luce investe e guida Sant'Agnello, infondendo in Lui la forza e sapienza. A completamento della rappresentazione della Santissima Trinità troviamo l'immagine di Cristo nelle mani di sant'Agnello. Al centro del quadro incontriamo l'immagine maestosa e bellissima del santo patrono, che nel corso dei secoli ha intercesso tantissime volte presso Dio a favore dei poveri e degli ammalati, ottenendo innumerevoli miracoli. Ancora oggi Egli è rappresentato lì fermo a difesa dei suoi fedeli e minaccioso contro il male. In basso, a sinistra, è raffigurata la madre del Santo mentre prega la Vergine dell'Annunciazione per ottenere la grazia di un figlio. Al centro l'immagine del golfo di Napoli ricorda l'episodio in cui sant'Agnello mette in fuga i Saraceni. Sulla destra, infine, è rappresentato il santuario di Gargani, ove Sant'Agnello è venerato.
Oltre al quadro del santo furono dipinti sempre su tela e in forma circolare i quattro evangelisti posti sempre al soffitto.

### Madonna di Fatima
L'anno 2004 segna per la comunità di Gargani un evento che segnerà molto la devozione dei fedeli, infatti nel mese di giugno arriva nel Santuario la Madonna di Fatima pellegrina, tutta la comunità e i paesi circostanti parteciparono tutta la settimana. La Madonna arrivò in aereo e fu portata in processione al santuario, tutti gli abitanti addobbarono le finestre e le strade per accogliere la madonna. Alla fine del pellegrinaggio tutta la popolazione era molto dispiaciuta ma il ricordo è ancora perenne nei loro cuori.

### Bicentenario
Nel 2005 ricorre il bicentenario della statua del santo il parroco sac. Pasquale Ferrara con l'Associazione Sant'Agnello Abate decisero di restaurare la statua e di fare una grande festa.

#### Restauro
Il restauro venne affidato alla ditta F.D. Restauri di Pompei la quale ebbe molta cura di riportare la Statua alla sua realizzazione principale.

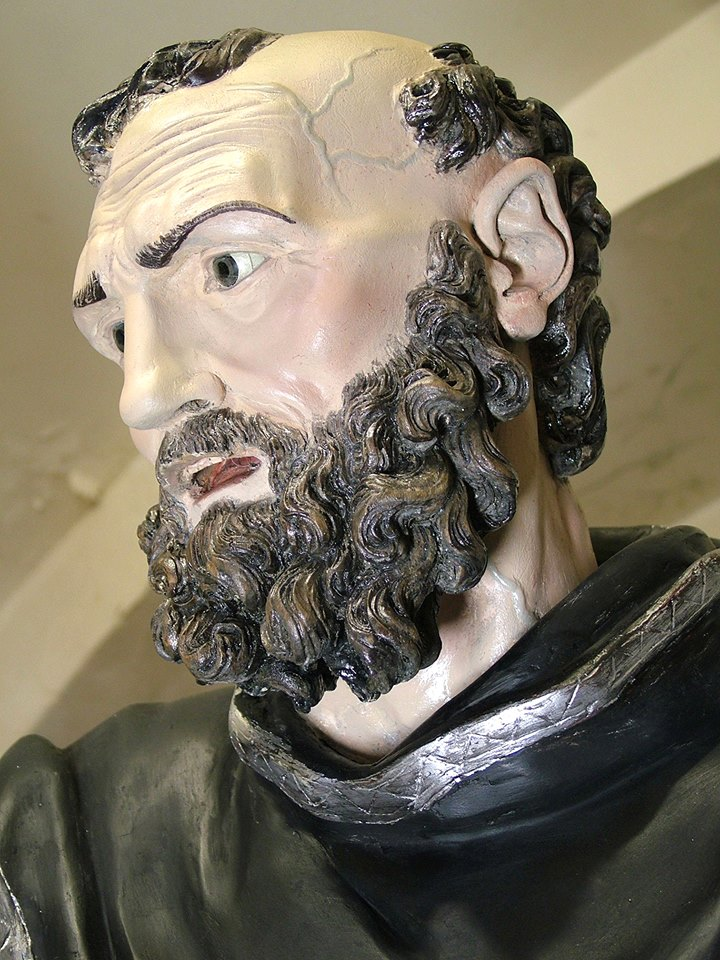
Particolare dopo il restauro

La struttura lignea presentava una totale alterazione cromatica, dovuta ai numerosi interventi pittorici subiti nel corso degli anni.
Alcune modifiche erano state apportate anche alla struttura dell'opera, come l'aggiunta di gesso ad ingrandire le sopracciglia.
Purtroppo tali interventi hanno man mano modificato definitivamente la compagine artistica dell'opera.
La scultura risultava totalmente ristuccata.
Ciò ha determinato l'occultamento dei colori originali, annullando anche un fine lavoro di intaglio presente sui fregi degli abiti.
Tutte le parti originariamente in argento foglia, erano ridipinte a porporina.
Già dai saggi preliminari, richiesti dalla D.L. e dall'Alta Sorveglianza, alcuni particolari, come le vene presenti nelle tempie del Santo, sono stati messi in luce, facendo subito intuire che il volto originale nascosto, avrebbe espresso una forza ben diversa da quella attuale.
Infatti il volto appiattito ed ingiallito, senza sfumature e con la barba monocroma risultava totalmente diverso da quello che poi si rivela l'originale.
Tutti gli interventi pregressi effettuati avevano modificato gradualmente ogni dettaglio della scultura, mostrando così poco rispetto sia per l'opera sul piano artistico che su quello devozionale.
Molto complesso è risultato l'intervento di restauro nella sua fase principale: la rimozione dei colori non pertinenti.
Effettuando piccoli saggi di rimozione dei colori aggiunti, con melange di solventi bilanciati di tipo alcol-etereo, ed aiutati dal continuo esame con filtro di Wood, si è riusciti ad arrivare al primo colore originale.
La caratteristica peculiare della scultura è data dal fatto che sia sul volto che sulla mano sinistra non era presente la classica preparazione di stucco, ma i colori erano stati sovrapposti direttamente al legno.
Tutti i colori aggiunti erano sintetici e ad olio.
Purtroppo la mano destra si è rivelata quasi totalmente rifatta ed erano presenti segni di vecchie bruciature.
Anche la base e lo scoglio sovrastante si sono rivelati coevi.
Durante la rimozione dei colori non pertinenti, l'effetto solvente è stato neutralizzato ripetutamente con pura essenza di trementina.
Tuttavia non è bastato solo l'uso di solventi a rimuovere totalmente ogni imbratto dall'opera, ma si è reso necessario intervenire anche con mezzi meccanici, come bisturi e micromotore, in quanto si è dovuto procedere alla rimozione totale di tutto lo stucco e tela aggiunto nei pregressi interventi.
L'intera opera ripulita di ogni colore aggiunto ha acquistato nuova luce e nuova bellezza.
Sono stati recuperati quasi totalmente gli incarniti originali e la cesellature dei fregi.
Si è proceduto poi all'effettuazione delle microstuccature con gesso di Bologna, colla di coniglio e fenolo.
Ogni integrazione pittorica ha poi interessato solo le zone lacunose.
Per tale intervento sono stati usati pigmenti reversibili.
Tutta l'opera è stata sottoposta a trattamento tarlicida con Perxil10, il cui principio attivo è la permetrinapiperonylbutossido.
Le parti argentate, ormai totalmente scomparse, sono state integrate con argento foglia e patinate a cera.
Il protettivo finale usato è costituito da cera microcristallina disciolta in White Spirit D40 denaturato.

#### Festeggiamenti
Nel mese di giugno si fece grande festa per accogliere la statua del santo appena restaurata e tutta la popolazione partecipò ai festeggiamenti.
La statua fu portata in processione per tutta la frazione gargani toccando ogni sera una parte della frazione e facendo una sosta la seguito dove ammirare il Santo in tutto il suo splendore.
La messa della domenica fu celebrata dal vescovo Beniamino Depalma e parteciparono la ditta restauratrice dove spiegò le vari fasi del restauro, l'Associazione Sant'Agnello Abate e le autorità civili e militari.